# もくまさあき
もくまさあき（1942年2月 － ）は、日本における口笛界のパイオニア的存在である。
大阪府大阪市出身。夢は「10000人のくちぶえ第九」を大阪城ホールで実現。

## 略歴
- 49歳でサラリーマンの世界から口笛奏者に転進する。
- 現在では「HITO-FUE(口笛)」提唱者として口笛音楽を文化として定着させるべく口笛普及活動に精力的に取り組んでいる。
- 2000年4月に日本人で初めてアメリカの口笛世界大会(第27回)に出場し、ポピュラー部門2位、総合で3位(成人男子の部)に入賞する。
- 2007年4月「第34回口笛世界大会」(アメリカ)にチームジャパンを引率し、子供部門、ティーンズの部門で世界チャンピオンが誕生する。
- 2009年3月に大阪府岸和田市「浪切ホール」にて「チャリティーコンサート」で伝説の世界一口笛奏者ショーン・ローマックスとの競演を果たす。
- 2010年5月、中国口哨協会(政府公認)との口笛文化交流が正式に決定。中国と日本の各々のノウハウを共有し技術革新を計りつつ、中国、日本のみならず世界中の国々の人々とも交流を行い「口笛」を一つの文化として定着させるべく努力、研鑽に努める。

## 活動
- 大阪を拠点に演奏活動をする。
- 老人ホームや保育園、幼稚園、小学校などでの、口笛教室のボランティア活動。
- 2004年12月に、口笛音楽普及の為に、NPO法人日本口笛音楽協会を立ち上げる。
- 2005年11月に日本初の口笛全国大会「第1回全日本口笛音楽コンクール」を主催・運営する。
- 2008年を「くちぶえ文化元年」と位置づけし「こどもくちぶえコンクール」を本格化する。また、世界初「HITO-FUE検定システム」を福井大学とNPO法人日本口笛音楽協会とで共同実現。
- 2009年11月に「第4回日本オープンくちぶえ音楽コンクール2010」を開催する。以降、定期的に開催し主催、運営推進に努める。
- 2010年9月に大阪市「いずみホール」にて記念イベントゲスト出演。
- 2010年10月に大阪市「第11回天満音楽祭」にもくまさあきとトリオGで出場。
- 2010年10月に福岡県大川「大川街角ほっとコンサート、柳川船上口笛コンサート出演。
- 2010年12月に大阪府大東市サーティホールにて「大東エコ音楽祭inX'mas」～1200人の口笛大合奏～開催。同時開催「ナチュラルマーケット」
- 2011年の主な活動
- 4月8日より「健康くちぶえ体操」スタート。守口市「大枝公園・口笛の丘」、門真市「サンジョゼ広場」
- 4月よりFM・HANAKOで帯番組スタート。毎週火曜日PM2:30〜3:00の「口笛もくさんの時間」。9月、10月ブラジル・サンパウロから生放送を実現。
- 8月、福島県いわき市避難所への慰問口笛ライブ(3ケ所)、12月、福島県いわき市平競輪場にイベント参加。
- 8月、広島原爆ドーム前で口笛演奏。(ひろしま口笛クラブの人達ともに)
- 9月、ブラジル、サンパウロ・サンジョゼ・ドス・カンポス市への訪問。

　・サンパウロ新聞主催の口笛コンサート(200名)。・サンパウロ日本人学校で200名に口笛授業。・「憩いの園」へ慰問演奏他。
- 9月、守口市春日小学校の音楽の授業時間で3・4年生104名の口笛教室が実現(文科省の音楽教育の授業)。

　「くちぶえ教科書」も同時開発する。(9月から3回授業)
- 11月、中国口哨協会の初来日(11名)を迎えて「第5回日本オープンくちぶえ音楽コンクール」決勝大会　日中友好記念大会を開催。守口市・守口市教育委員会後援のもと実施。
- 11月、口笛多人数ギネス世界記録に挑戦(守口さつきホールにて)。ギネス世界記録に及ばなかったものの日本での新記録は達成。
- 11月、米国から世界一口笛奏者、ショーン・ローマックスを招いて、口笛コンサートを実現(守口市「エナジーホール」にて)。
- 平成23年秋号より日本初「口笛新聞」の発刊。

## 作品
- 2000年4月　 ファーストアルバム「もくさんの口笛」
- 2004年4月　 セカンドアルバム「ふるさとを想ふ」
- 2005年5月　 日本の童謡24曲「12kagetsu」
- 2005年10月  「口笛音楽上達法6段階」(口笛が上手くなる本、レッスンCD付)
- 2006年6月 　「日本の心」(大事にしたい歌たち、取り戻したい日本の心)
- 2007年2月　 「口笛を吹こうよ」(ピアノ伴奏による口笛)
- 2011年9月　　CD「ASOBIO」(くちぶえ)ブラジルにて発売。

## 参加作品
- 2004年2月  日本経済新聞文化欄に「身近な口笛 深遠な楽器」記事掲載される。
- 2006年5月  出雲大社神楽殿にて奉納演奏会「モンゴル孤児チャリティーコンサート」、ハーモニカもりけん、アコーディオンのぼりみきおと共に。
- 2007年7月  フジテレビ『ザ・ベストハウス1・2・3』に出演。
- 2008年1月　NHKラジオ第1放送から全国生中継(正月特番)『おめでとう列島2008『信じよう!にっぽんの明日(あした)』』に出演
- 2009年3月　テレビ朝日『おみやさん』に口笛吹替え出演

## 著書
- 2004年12月 もくまさあき著「持っていたんだこんな楽器 口笛」発刊 新風書房
- 2007年3月　もくまさあき著「口笛がひらく世界」発刊 日本口笛音楽協会